# Urmiri (gemeente)
Urmiri is een gemeente (municipio) in de Boliviaanse provincie Tomás Frías in het departement Potosí. De gemeente telt naar schatting 3.328 inwoners (2018). De hoofdplaats is Urmiri.

## Indeling
De gemeente bestaat uit 2 kantons:
- Cahuayo
- Urmiri